# Fairfield (Montana)
Fairfield és una població dels Estats Units a l'estat de Montana. Segons el cens del 2000 tenia 659 habitants.

## Demografia
Segons el cens del 2000, Fairfield tenia 659 habitants, 285 habitatges, i 184 famílies. La densitat de població era de 848,1 habitants per km².
Dels 285 habitatges en un 31,2% hi vivien nens de menys de 18 anys, en un 53,3% hi vivien parelles casades, en un 8,4% dones solteres, i en un 35,4% no eren unitats familiars. En el 32,3% dels habitatges hi vivien persones soles el 15,8% de les quals corresponia a persones de 65 anys o més que vivien soles. El nombre mitjà de persones vivint en cada habitatge era de 2,31 i el nombre mitjà de persones que vivien en cada família era de 2,95.
Per edats la població es repartia de la següent manera: un 25,6% tenia menys de 18 anys, un 9,4% entre 18 i 24, un 28,5% entre 25 i 44, un 18,5% de 45 a 60 i un 17,9% 65 anys o més.
L'edat mediana era de 37 anys. Per cada 100 dones de 18 o més anys hi havia 92,2 homes.
La renda mediana per habitatge era de 29.018 $ i la renda mediana per família de 34.896 $. Els homes tenien una renda mediana de 28.750 $ mentre que les dones 18.125 $. La renda per capita de la població era de 15.255 $. Aproximadament el 7,7% de les famílies i l'11,3% de la població estaven per davall del llindar de pobresa.

## Poblacions més properes
El següent diagrama mostra les poblacions més properes.